# Marie Avgeropoulos
Marie Avgeropoulos, född 17 juni 1986 i Thunder Bay, Ontario, är en kanadensisk skådespelerska och modell med grekiskt påbrå. 
Hon slog igenom med rollen som Valli Wooley i filmen I Love You, Beth Cooper. Sedan dess har hon medverkat i flera filmer och tv-roller: som Kirstie i Cult, som Kim Rhodes i Hunt to Kill, och i sci-fi-serien The 100 som Octavia Blake.

## Karriär
Efter att ha studerat broadcast journalism i två år i sin hemstad Thunder Bay, bestämde Avgeropoulos sig för att flytta till Europa. Några månader senare flyttade hon tillbaka till Kanada och bosatte sig i Vancouver. Avgeropoulos började spela trummor när hon var 16 år gammal. En av hennes vänner bjöd in henne till en casting i Vancouver, som sökte trummisar. En talangagent såg hennes talang och bjöd in henne till att framträda i olika nationella reklamfilmer. Hon uppmärksammades av regissören Chris Columbus, som anlitade Avgeropoulos till att spela en roll i I Love You, Beth Cooper, som blev hennes första roll i en långfilm. Filmen gav henne möjligheter till att vara med i fler filmer & TV-serier.
År 2010 fick Avgeropoulos rollen som Kim Rhodes i filmen Hunt to Kill, som blev hennes genombrott. Hon var sedan med i den Golden Globe-nominerade filen 50/50 2011.
Den amerikanska TV-kanalen The CW gav Avgeropoulos en roll som en av huvudpersonerna i sci-fi serien The 100. Den femte säsongen sändes i USA under 2018, och rollen har blivit hennes mest framgångsrika hittills. Hon har även medverkat i Tracers, en film med Taylor Lautner om parkour.